# Trachymene humilis
Trachymene humilis är en flockblommig växtart som beskrevs av George Bentham. Trachymene humilis ingår i släktet Trachymene och familjen flockblommiga växter. Utöver nominatformen finns också underarten T. h. breviscapa.